# Piram in Tizba
Piramus in Tisba je v grški mitologiji zgodba o tragični ljubezni dveh zaljubljencev.

## Različica mitološke zgodbe
Piramus (Piram) in Tisba (Tizba) sta bila fant in dekle, ki sta odraščala v sosednjih hišah. Ko sta se zaljubila, so jima njuni starši branili poroko, mlada zaljubljenca pa sta svojo uteho našla v špranji v steni, skozi katero sta se lahko vsaj pogovarjala. Naposled sta se odločila, da bosta pobegnila in se zvečer sestala pod murvo, kjer je Ninov grob, da se ne bi slučajno zgrešila. 
Prvi je uspelo oditi Tisbi, a ko je prišla k murvi, je v daljavi zagledala levinjo, ki se ji je iz gobca cedila kri od poklane govedi. Tisba je prestrašena pobegnila v bližnjo votlino in medtem izgubila svojo tančico. Potem ko se je levinja odžejala v tamkajšnjem studencu, je s krvavimi zobmi raztrgala Tisbino tančico. Piramus, ki se je od doma odpravil kasneje, je našel stopinje zveri in s krvjo oškropljeno tančico. Pobral jo je in odšel pod zmenjeno murvo. Tisbe ni bilo nikjer, zato je sklepal, da jo je zver raztrgala. Nad izgubo se ni mogel potolažiti in počutil se je krivega, zato se je zabodel, njegova kri pa je poškropila murvine plodove. Ko se je Tisba še vsa polna strahu vrnila na dogovorjeno mesto, je našla Piramusa na pol mrtvega. Klicala ga je, on pa je le še odprl oči in umrl. Tisba je zagledala tančico in spoznala, kaj se je zgodilo. Zaradi občutka krivde se je tudi ona zabodla, murva pa ima še danes v spomin na njuno pogubo temno rdeče plodove.

## Umetniške upodobitve

### Književnost
Zgodba o Piramusu in Tisbi je najverjetneje orientalskega izvora, saj je bila v antični Grčiji in Rimu le malo poznana. Že Ovidij jo je namreč označil kot fabula non volgaris. 
Motiv Piramusa in Tisbe so kasneje obdelali italijanski novelisti iz 15. in 16. stoletja (Masuccio Salernitano, Luigi da Porto, Matteo Bandello), nesmrtno podobo pa je zgodbi dal William Shakespeare v tragediji Romeo in Julija. Angleški dramatik Piramusa in Tisbo prav tako omenja v Senu kresne noči.
O nesreči dveh ljubimcev pripoveduje tudi Dante Alighieri v svoji Božanski komediji, in sicer v vicah. Prav tako pa motiv Piramusa in Tisbe v svoje verze vplete Francesco Petrarca v Razpršenih rimah (Rime sparse).
Italijanski novelist Giovanni Boccaccio Tisbo omenja v delu De mulieribus claris (Znane ženske), zgodbo podobno Piramusovi in Tisbini pa lahko najdemo v njegovem najznamenitejšem ciklu novel Dekameronu.
V 14. stoletju sta zgodbo Piramusa in Tisbe zapisala angleška poeta Geoffrey Chaucer v svojem delu The Legend of Good Women in John Gower v Confessiu Amantis (Spoved ljubimcev). Confessio Amantis sestavljajo številne novele z okvirno zgodbo, v kateri se lirski subjekt spoveduje Geniju. Ta pa pripoveduje razne zgodbe, med temi tudi o tragični ljubezni Piramusa in Tisbe.
Na Španskem je zgodba o Piramusu in Tisbi zaživela izpod peresa baročnega pesnika Luisa de Gòngore v delu La Fabula de Piramo y Tisbe. V času baroka pa je pripoved o dveh ljubimcih zapisal tudi francoski pesnik in dramatik Theopile de Viau.

### Druge umetniške upodobitve
Prve slikarske upodobitve umrlih zaljubljencev so začele nastajati že v antiki. Tako imamo že iz grškega in kasneje rimskega časa veliko fresk in mozaikov, na katerih sta upodobljena Piramus in Tisba. V Kikiliji (današnji Ciper, Turčija) pa so se v 1. stoletju pojavljali številni kovanci, ki so predstavljali Piramusa. Okrog leta 300 naj bi prav tako v Kikiliji nastal kovanec, ki poleg Piramusa upodablja tudi njegovo družico Tisbo.
Iz začetka 16. stoletja pa je ohranjena lesena pozlačena skrinjica, na kateri je upodobljena smrt Piramusa in Tisbe. Delo neznanega avtorja hranijo v firenškem muzeju Museo di Palazzo Davanzati. V tem času so na temo nesrečnih zaljubljencev nastale tudi mnoge slikarske stvaritve, med njimi slika švicarskega slikarja Niklausa Manuela (Deutscha) leta 1530, leto kasneje pa slika nemškega renesančnega umetnika Hansa Baldunga. Iz tega obdobja se je ohranil tudi kelih z upodobitvijo Piramusove in Tisbine usode, ki je delo Baldassarra Manare.
V 17. stoletju sta na platno motiv Piramusa in Tisbe prenesla Jacopo Robusti in Gregorio Pagani. Motivu mladostniške ljubezni pa so se posvetila tudi slavnejša imena, kot so Peter Paul Rubens, ki je upodobil Tisbo, Nicolas Pousin in Rembrandt van Rijn.
Na Slovenskem pa je tragično smrt ljubimcev na stene Viteške dvorane Posavskega muzeja Brežice naslikal Slovenski slikar Karel Francišek Remb.